# Zadie Smith
Zadie Smith, nascuda com a Sadie Smith (Londres, 25 d'octubre de 1975), és una novel·lista anglesa, assagista i contista. L'obra de Sadie destaca pel seu tractament de l'ètnia, la religió i la identitat cultural, i també pels personatges excèntrics que apareixen en les seves novel·les.
Smith, filla d'una model jamaicana i un fotògraf anglès, va canviar l'ortografia del seu nom de pila a Zadie als 14 anys. De ben petita va començar a escriure poemes i contes. Posteriorment, va estudiar literatura anglesa a la Universitat de Cambridge. Amb 19 anys ja va publicar la seva primera novel·la. Poc després es va convertir en una sensació en el món literari amb la publicació de White Teeth ('Dents blanques') l'any 2000, que havia començat a escriure uns anys abans i la va acabar durant el seu últim any a Cambridge. Va ser elogiada internacionalment i va guanyar diversos premis. La novel·la va ser adaptada per a la televisió el 2002. Uns anys més tard, el 2005, amb la seva novel·la On Beauty ('Sobre la bellesa'), li va arribar l'èxit internacional i es va mantenir en les llistes internacionals de llibres més venuts en diversos països. Set anys després, el 2012, Smith publica la que es considera la primera novel·la de maduresa, Londres NW, en què narra les vides de personatges afectats per l'estancament vital i la insatisfacció crònica, aquells mateixos que existien en les seves vivències de la infància.
Des del 2002 és membre de la Royal Society of Literature. I, des del 2010, forma part de la Universitat de Nova York, on va ingressar com a professora titular.
Durant la seva carrera literària ha rebut diversos premis i reconeixements. Així, amb la seva primera novel·la, Dents blanques, va guanyar el Whitbread First Novel Award, el Guardian First Book Award, el James Tait Black Memorial Prize for Fiction, i el Commonwealth Writers' First Book Award.

## Obres[7]
- 2000 White Teeth, Hamish Hamilton (en català, Dents blanques, La Magrana, 2001)
- 2001 Piece of Flesh, editor, Institute of Contemporary Arts
- 2002 The Autograph Man, Hamish Hamilton (en català, L'home dels autògrafs, La Magrana, 2003)
- 2003 Best of Young British Novelists 2003 inclou el conte 'Martha, Martha' de Zadie Smith, Granta
- 2005 On Beauty, Hamish Hamilton (en català, Sobre la bellesa, La Magrana, 2006)
- 2006 Fail Better: The Morality of the Novel, Hamish Hamilton
- 2009 Changing My Mind: Occasional Essays, Hamish Hamilton
- 2012 NW, Hamish Hamilton (en català, Londres NW, RBA, 2013)
- 2016 Swing time, Hamish Hamilton

## Premis i reconeixements[7]
- 2000 Whitbread First Novel Award, per White Teeth
- 2000 Mail on Sunday/John Llewellyn Rhys Prize, per White Teeth
- 2000 James Tait Black Memorial Prize (per ficció), per White Teeth
- 2000 Guardian First Book Award, per White Teeth
- 2000 EMMA (BT Ethnic and Multicultural Media Award) per la Millor actriu revelació amb White Teeth
- 2000 EMMA (BT Ethnic and Multicultural Media Award) per White Teeth
- 2001 WH Smith Award for Best New Talent, per White Teeth
- 2001 Orange Prize for Fiction, per White Teeth
- 2001 Commonwealth Writers Prize (Overall Winner, Best First Book), per White Teeth
- 2001 Authors' Club First Novel Award, per White Teeth
- 2003 Sunday Times Young Writer of the Year Award, per The Autograph Man
- 2003 Orange Prize for Fiction, per The Autograph Man
- 2003 Jewish Quarterly Literary Prize for Fiction, per The Autograph Man
- 2005 Man Booker Prize for Fiction, per On Beauty
- 2006 Somerset Maugham Award, per On Beauty
- 2006 Orange Prize for Fiction, per On Beauty
- 2006 Commonwealth Writers Prize (Eurasia Region, Best Book), per On Beauty
- 2006 British Book Awards Decibel Writer of the Year, per On Beauty
- 2006 Bollinger Everyman Wodehouse Prize, per On Beauty